# Saasveld
Saasveld (Nedersaksisch: Soasel) is een kerkdorp in de Twentse gemeente Dinkelland in de Nederlandse provincie Overijssel. Tot de gemeentelijke herindeling van 1 januari 2001 maakte het dorp deel uit van de gemeente Weerselo. Op 1 januari 2023 telde het dorp 1.685 inwoners.
In de buurt van Saasveld staat nog een in gebruik zijnde windkorenmolen uit 1870, de Saasveldermolen, die in 1978 werd gerestaureerd.
Het dorp is ontstaan bij het kasteel Saterslo. Dit middeleeuwse kasteel is in 1817 afgebroken, waarna hier de rooms-katholieke Sint-Plechelmuskerk is gebouwd. Het huidige kerkgebouw, het derde stenen exemplaar sinds 1820, is ontworpen door de Amersfoortse architect Herman Kroes en is 1926 in gebruik genomen. De gebrandschilderde ramen voor kerk, pastorie en aula (in totaal 43 stuks) werden gedurende een periode van dertig jaar gerealiseerd door de Oldenzaalse glazenier Jan Schoenaker. Alleen nog het grachtenstelsel herinnert nog aan het kasteel.
In 2016 dwong de aartsbisschop van Utrecht, kardinaal Eijk, tot twee keer toe een boeteritus af van de Sint-Plechelmusparochie wegens ontheiligend gebruik van de kerk voor andere doelen dan de eredienst (muziek-en theatervoorstellingen).
Saasveld geniet regionaal enige bekendheid vanwege uitgaanscentrum Bruins dat al decennialang midden in het dorp gelegen is en een veelvoud van het aantal inwoners aan bezoekers.

## Geboren in Saasveld
- André Hottenhuis (1936-2008), taalkundige
- René Kolmschot (1969), voetbaltrainer Heracles Almelo
- Hugo Logtenberg (1974), journalist, schrijver en televisiepresentator

## Zie ook

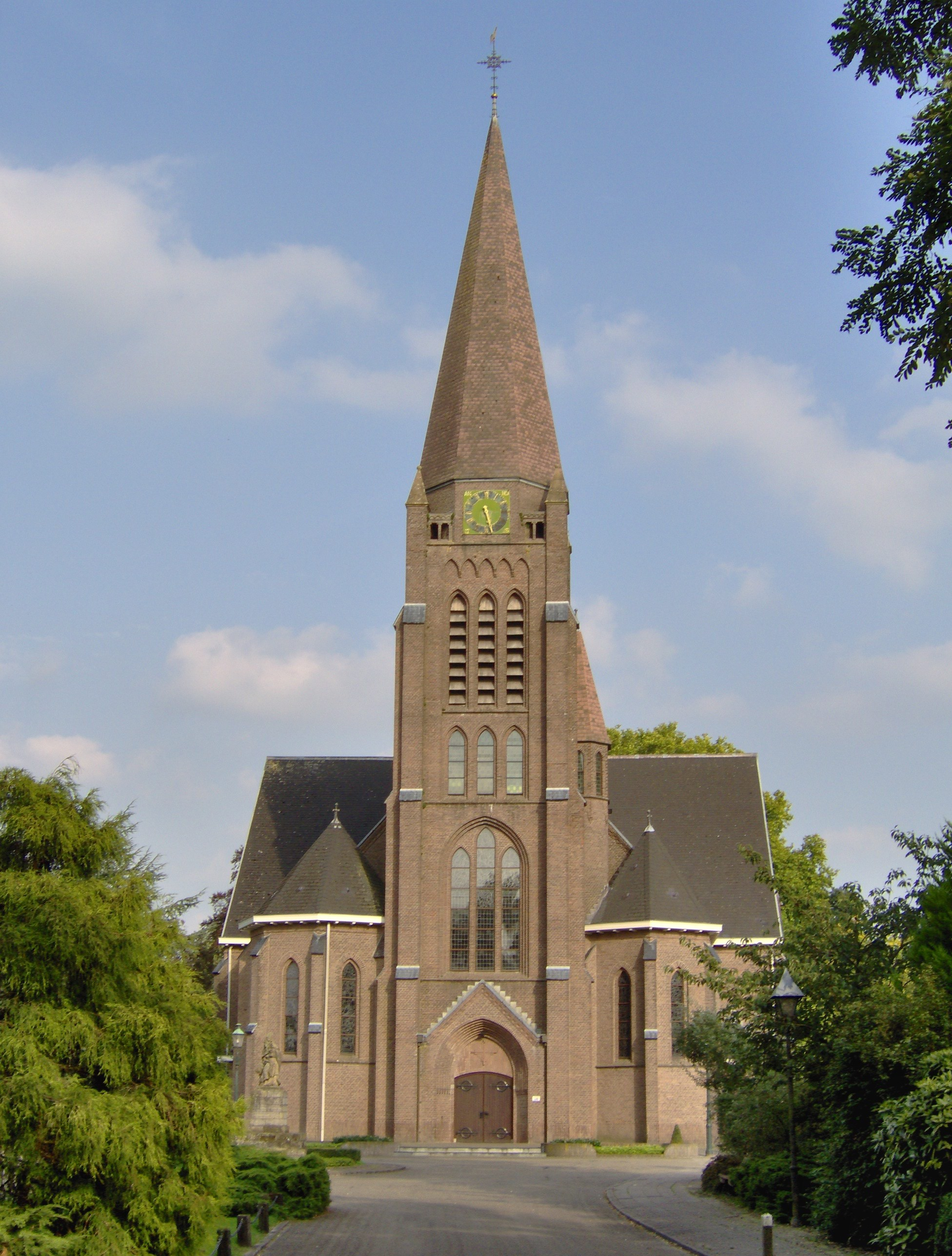
De R.K. Sint-Plechelmuskerk te Saasveld